# فوشيمي-كو
فوشيمي-كو (باليابانية: 伏見区) هو حي في اليابان، يقع في كيوتو، بلغ عدد سكانه 277,627 نسمة وذلك حسب إحصائيات سنة 2018، تبلغ مساحته 61.62 كيلومتر مربع.

## أعلام
- ماساتو أكاماتسو
- كازوهيكو نيشيمورا
- فوتوشي نيشيا
- كازو هاسيغاوا
- أكيهيكو ماتسودا
- تاكاشي يوشيدا